# Ischnotoma (Ischnotoma) postnotalis
Ischnotoma (Ischnotoma) postnotalis is een tweevleugelige uit de familie langpootmuggen (Tipulidae). De soort komt voor in het Neotropisch gebied.